# Белланамаллия
Белланамаллия (англ. Bellanamullia; ирл. Béal Átha na Muille) — деревня в Ирландии, находится в графстве Роскоммон (провинция Коннахт) у трассы R362.